# Daniel Eisenstein
Daniel Eisenstein (1970) é um cosmologista estadunidense.
É desde 2010 professor de astronomia da Universidade Harvard. Recebeu o Prêmio Shaw de Astronomia de 2014.